# Hồ Phạm Thục Lan
Hồ Phạm Thục Lan (sinh năm 1962) là bác sĩ chuyên khoa cấp 2 và là một chuyên gia hàng đầu của Việt Nam trong lĩnh vực điều trị bệnh lý cơ xương khớp.
Bà là nữ bác sĩ đầu tiên tiến hành công trình giải mã gen người Việt Nam để ứng dụng vào điều trị bệnh lý loãng xương. Bà cũng là người có công lao tìm ra mật độ xương đỉnh của người Việt Nam, làm cơ sở để cải thiện tình trạng xương cho người Việt Nam.

## Tiểu sử
Bác sĩ Hồ Phạm Thục Lan quê ở Quảng Nam, sinh ra trong một gia đình gồm 8 người con. Theo lời bà, sở dĩ bà chọn nghề y vì từng trải qua tuổi 16 với cô em gái bị bệnh phải cận kề cửa tử. Em gái bà khi ấy bị bệnh viện trả về cùng câu nói khiến bà khắc cốt ghi tâm "không có nhiều tiền mua thuốc đắt thì phải về nhà chờ chết". Từ mong ước thi vào Đại học Bách khoa, bà rẽ hướng chọn ngành Y với ý nguyện sẽ không bao giờ nói bệnh nhân những câu đau lòng như vậy.
Bà tốt nghiệp bác sĩ đa khoa tại Đại học Y Dược thành phố Hồ Chí Minh năm 1987, và trở thành bác sĩ nội trú ở Bệnh viện Nhiệt đới trong thời gian 1988-1990. Năm 1997 bà tốt nghiệp Thạc sĩ tại Đại học Y Dược thành phố Hồ Chí Minh và năm 2014, và được cấp bằng Bác sĩ Chuyên khoa II từ Đại học Y khoa Phạm Ngọc Thạch. Bà từng giữ chức Trưởng khoa Cơ Xương Khớp thuộc Bệnh viện Nhân dân 115 từ năm 2009 đến 2017. Hiện tại bà là Trưởng Đơn vị Cơ Xương và chuyển hoá trường Đại học Y khoa Phạm Ngọc Thạch. Từ năm 2015 bà đảm nhiệm vai trò Đồng Trưởng nhóm của Labo nghiên cứu Cơ Xương tại Đại học Tôn Đức Thắng.

## Thành tựu nghiên cứu

### Người tiên phong của ngành loãng xương Việt Nam
Bà đã đóng góp nhiều đề tài nghiên cứu về các vấn đề quan trọng trong bệnh loãng xương ở Việt Nam. Những nghiên cứu của bà mang tính tiên phong trong lĩnh vực loãng xương ở Việt Nam.
Năm 2011, bà là người đầu tiên xác định giá trị tham chiếu cho mật độ xương ở đàn ông và phụ nữ Việt. Nghiên cứu này là cơ sở quan trọng giúp chẩn đoán bệnh loãng xương tốt hơn và cải thiện tình trạng xương cho người Việt Nam.
Năm 2013, bà tiếp tục công bố giá trị tham chiếu kích thước đốt sống cho người Việt, đồng thời phát hiện tình trạng gãy xương đốt sống không triệu chứng ở Việt Nam phổ biến hơn nhận định trước nay. Cũng trong năm 2013, bà công bố kết quả nghiên cứu về ảnh hưởng của hormone đến loãng xương trên đối tượng người Việt Nam, cho thấy estrogen có ảnh hưởng đối với sức khỏe xương của không chỉ người nữ, mà cả người nam.
Bà cũng là bác sĩ đầu tiên đã nghiên cứu về thiếu vitamin D và ảnh hưởng của nó tới loãng xương và lao phổi ở Việt Nam.
Năm 2015 và 2016, bà đã phát hiện ra 3 gen liên quan tới loãng xương ở người Việt Nam và xác định tác động đáng kể của yếu tố di truyền lên chỉ số xương sốp TBS (trabecular bone score) - một công cụ cho phép tiên lượng gãy xương chính xác hơn.

### Ảnh hưởng quốc tế
Bà được biết đến là chuyên gia nghiên cứu hàng đầu trong lĩnh vực loãng xương ở Việt Nam và được mời thuyết trình ở nhiều hội thảo quốc tế và trong khu vực. Bà cũng là chuyên gia bình duyệt cho các tạp chí khoa học quốc tế uy tín như Scientific Report, European Journal of Clinical Nutrition, BMJ, Osteoproteoprosis International, BMJ Open, BioMed Research International, BMC Musculoskeletal Disorders và PLoS One.
Các công trình nghiên cứu về loãng xương của bà được giới y khoa quốc tế công nhận và trích dẫn rộng rãi (h-index = 17, tính đến tháng 3 năm 2021), cho thấy tầm ảnh hưởng và khả năng ứng dụng của chúng không chỉ bó hẹp trong phạm vi Việt Nam.
Một trong những công trình nghiên cứu lớn thu hút được sự chú ý rộng rãi trên toàn thế giới của bà là ảnh hưởng của chế độ ăn chay đến loãng xương, được bà và các cộng sự tiến hành qua nghiên cứu cắt ngang và nghiên cứu đoàn hệ. Bài phân tích tổng hợp về đề tài này, đăng trên tạp chí số một trong chuyên ngành dinh dưỡng học American Journal of Clinical Nutrition năm 2009, đến nay đã được trích dẫn hơn 100 lần.
Trong một công trình quy mô khác, bà đã chỉ ra rằng lượng cơ là yếu tố quan trọng để đánh giá mật độ xương hơn là lượng mỡ, giải đáp một câu hỏi được tranh luận gay gắt suốt 20 năm qua trong chuyên ngành loãng xương. Bài phân tích tổng hợp về đề tài này, công bố trên tạp chí hàng đầu trong chuyên ngành nội tiết là Journal of Clinical Endocrinology and Metabolism năm 2014, cũng được giới y khoa quốc tế đón nhận rộng rãi với hơn 200 lượt trích dẫn.

### Các nghiên cứu nổi bật khác
Ngoài loãng xương, bà cũng đã có những đóng góp trong các lĩnh vực viêm khớp, đái tháo đường và béo phì ở Việt Nam.
Bà là người đầu tiên đã mô tả gánh nặng của bệnh thoái hóa khớp ở Việt Nam qua hai công trình nghiên cứu năm 2014 và 2016.
Về mảng béo phì, năm 2010, bà công bố kết quả nghiên cứu bác trên tạp chí Obesity bác bỏ những lập luận trước đây về phụ nữ Á Châu có tỷ trọng mỡ cao hơn người da trắng. Đến năm 2015, bà cho xuất bản công trình trên tạp chí PLoS One về ngưỡng chẩn đoán béo phì ở người châu Á.
Trong khuôn khổ chương trình Vietnam Osteoporosis Study (VOS), bà và các cộng sự đã công bố một loạt kết quả nghiên cứu dịch tễ về hiệu quả của các xét nghiệm trong chẩn đoán đái tháo đường và tiền đái tháo đường, đặc biệt là xét nghiệm HbA1c, cũng như phương pháp đánh giá nguy cơ gãy xương ở bệnh nhân đái tháo đường. Các nghiên cứu này có ý nghĩa vô cùng quan trọng để đánh giá một cách toàn diện gánh nặng của bệnh đái tháo đường lên hệ thống y tế và xã hội Việt Nam, trong bối cảnh số ca bệnh này đang bùng nổ chóng mặt.
Từ năm 2019 đến nay, bà và cộng sự đã triển khai một công trình lớn, hợp tác giữa Trường Đại học Y khoa Phạm Ngọc Thạch, Trung tâm Di truyền và Điều trị Ung thư Ludwig của Khoa Y thuộc Đại học Johns Hopkins, Viện Nghiên cứu Y khoa Garvan và các bệnh viện uy tín Ung Bướu, Bình Dân, Đại học Y Dược TPHCM, Đại học Y Khoa Phạm Ngọc Thạch, Hùng Vương được sự chấp thuận của Bộ Y Tế Việt Nam, nhằm cung cấp dữ liệu quan trọng liên quan đến dịch tễ lâm sàng và sinh thiết lỏng giúp chẩn đoán sớm 10 bệnh ung thư thường gặp ở Việt Nam.

## Các hoạt động khác
Bà từng tổ chức các sự kiện như "Ngày Xương" ở thành phố Hồ Chí Minh thu hút khoảng 200 người cao tuổi cả nam và nữ tham gia. Phối hợp với Hội Loãng xương TPHCM và GS Nguyễn Văn Tuấn (Viện Nghiên cứu Garvan, Úc) bà đã chủ trì thành lập trang web Sức Khỏe Xương (www.suckhoexuong.vn). Đây là một trạm thông tin về bệnh loãng xương và các bệnh liên quan dành cho 03 nhóm người: công chúng, bác sĩ, và nhà nghiên cứu.

## Giải thưởng
Những đóng góp tích cực vào thực hành lâm sàng, chính sách y tế ở Việt Nam, và cho tri thức khoa học loãng xương trên thế giới của bà đã được ghi nhận qua nhiều giải thưởng, bao gồm:
- 2010: Giải thưởng về tài năng trong nghiên cứu loãng xương của Hiệp hội loãng xương thành phố Hồ Chí Minh
- 2012: Giải thưởng thành tựu HOSREM cho thành tích nổi bật trong nghiên cứu loãng xương[27]
- 2015: Giải thưởng L'Oréal-UNESCO For Women in Science cho các đóng góp trong nghiên cứu loãng xương ở châu Á và Việt Nam[28][29][30]
- 2016: Giải thưởng Vinh danh Cống hiến trong việc xây dựng và phát triển ngành Loãng xương thông quan việc tham gia đào tạo và nghiên cứu khoa học của Hội Loãng xương TPHCM & Hội Loãng xương Hà Nội[31]
- 2018: 
  - Giải thưởng Alexandre Yersin cho các công trình nghiên cứu xuất sắc[32]
  - Best Oral Presentation Award và Best Poster Award (Clinical Research) tại hội nghị quốc tế 4th Asia-Pacific Bone & Mineral Research Meeting and Osteoporosis Fracture Prevention & Traetment Conference 2018 ở Hongkong
- 2019: Giải thưởng Phụ Nữ Việt Nam vì sự phát triển của phụ nữ trong khoa học[33]
- 2020: Plenary Oral Presentation Award for Outstanding Presentation and Active Participation tại hội nghị quốc tế 17th Asia-Oceania Congress of Endocrinology and the 8th Seoul International Congress of Endocrinology and Metabolism (AOCE-SICEM 2020) ở Seoul, Hàn Quốc